# Autocar (журнал)
Autocar — еженедельный британский автомобильный журнал, публикующийся с 1895 года. Позиционирует себя как старейшее автомобильное издание в мире. В настоящее время журнал издаётся медиакомпанией Haymarket Media Group и имеет несколько международных лицензионных изданий, в том числе в Китае, Индии, Новой Зеландии и Южной Африке.

## История
Первый выпуск автомобильного издания «Autocar» (на то время ещё именовавшегося «The Autocar») был опубликован 2 ноября 1895 года. Печатью журнала занималась фирма Iliffe & Sons Ltd. Некоторые авторы (L. J. K. Setright в книге «Drive On!» и Carlton Reid в «Roads Were Not Built for Cars»), утверждают что первым издателем стал Генри Стармей (англ. Henry Sturmey), который покинул этот пост в 1901 году.
В 1928 году журнал провёл свой первый тест-драйв, опробовав автомобиль Austin 7. Журнал публиковался еженедельно на протяжении всего своего существования, но во время забастовок 1970-х годов был вынужден временно сократить число выпусков. В 1988 году издание поглотило своего давнего конкурента — журнал «Motor», основанного издательством Temple Press Ltd 28 января 1903 года. На короткий промежуток времени наименование издания сменилось на «Autocar & Motor» (ISSN 0955-5889), но после в 1994 году снова вернулось к простому «Autocar». Журнал ввёл множество нововведений, в том числе провёл первые полноценные дорожные испытания и независимые тесты производительности для таких моделей, как Jaguar XJ220, McLaren F1 и Porsche 911 GT1. Он также стал первым автомобильным изданием, которое опубликовало собственные замеры производительности гиперкара Bugatti Veyron, которые были опубликованы в выпуске от 31 мая 2006 года.

## Содержание
На регулярной основе журнал «Autocar» публикует иллюстрированные новости о выходе новых моделей автомобилей, первые дорожные испытания новинок, сравнительные анализы с конкурирующими марками, новости из мира автоспорта (преимущественно раллийные гонки и Формула-1), обзоры подержанных транспортных средств, долгосрочные тест-драйвы и технические характеристики различных моделей и модификаций.

## Редакторы
В список бывших редакторов журнала входят Джон Купер (англ. John Cooper, создатель Cooper-Alta), Рассел Булгин (англ. Russell Bulgin), Крис Харрис (англ. Chris Harris), ведущий проекта Top Gear Джеймс Мэй и Льюис Кингстон (англ. Lewis Kingston).
Список нынешних авторов издания включают в себя Ричарда Бремнера (англ. Richard Bremner), Джима Холдера (англ. Jim Holder, ныне редакционный директор), Джо Савара (англ. Joe Saward, журналист Формулы-1), Джеймса Рупперта (англ. James Ruppert, эксперт по подержанным автомобилям) и Стива Кропли (англ. Steve Crople, главный редактор).